# Ọranyan
Òrànmíyanjú (signification littérale : Mon problème est résolu) Omoluabi Odede, Grand Prince d'Ife, Roi des Yoruba, également connu sous le nom de Ọranyan, est un roi Yoruba du royaume d'Ile-Ife. Bien qu'il soit le plus jeune, il est devenu le premier héritier d'Oduduwa à son retour pour revendiquer le trône de son grand-père.
Selon l'histoire yoruba, il fondre l'empire d'Oyo en tant que premier Alaafin vers l'an 1300 après avoir quitté le Royaume du Bénin où il avait été couronné premier Oba du Bénin. Après la mort d'Oba Oranyan, la légende dynastique raconte qu'ils élèvent une stèle commémorative connue sous le nom de Bâton d'Oranmiyan - Opa Oranmiyan en langue yoruba - à l'endroit où leur grand-père est mort. Cet obélisque mesure 5,5 m de haut et environ 1,2 m de circonférence à sa base. Lors d'une tempête en 1884, elle est amputée d'environ 1,2 m à son sommet. Le monument sera reconstruit. Il se trouve actuellement dans un bosquet à Mopa, Ile-Ife. Une datation au carbone 14 révèle que le monument a été érigé des siècles avant la dynastie Oduduwa.

## Biographie

### Jeunesse
On ne sait pas grand-chose de l'enfance d'Oranmiyan et la plupart des informations sur sa jeunesse proviennent de sources orales Ife. On dit qu'il avait deux pères - Oduduwa et Ogun - qui avaient tous deux des relations avec sa mère Lakange Anihunka (une esclave capturée par Ogun lors d'une de ses expéditions de guerre). La légende déclare qu'Oranmiyan avait un teint bicolore: la moitié de son corps était à la peau claire (comme celui d'Ogun), tandis que l'autre moitié était noir d'ébène (comme celui d'Oduduwa). C'était aussi un grand guerrier comme ses deux pères. Il était le premier Odole Oduduwa (jeune de la maison d'oduduwa) car il était un prince fort et franc de la lignée Oduduwa. Sa force et son talent au combat lui ont fait prendre le rôle de défenseur d'Ife - qui n'avait pas d'armée permanente à l'époque - en tant que premier Akogun (commandant) d'Ife.

### Oranmiyan au Bénin
L'Ooni (chef de la dynastie Ooni) d'Ife envoie son fils Oranmiyan à Igodomigodo. Oranmiyan établit son campement à Use, qui signifie façonnement de ville ou politiser, et a commencé à gouverner le Bénin à partir de là. Son style de gestion étranger n'a pas plu aux chefs qui envoient des agents pour l'espionner. Tout cela a fait déclarer à Oranmiyan que seul un fils du sol pouvait faire face à l'attitude du peuple Igodomigodo. Il appela la terre Ile-Ibinu, signifiant Terre de Vexation.
En quittant Ile-Ibinu (plus tard Ibini, et déformé en Bénin par les Portugais), il s'arrêta brièvement à Egor où il prit Erinmwide, la fille de l'Enogie (ou Duc) d'Egor, comme épouse. Elle donna naissance à Eweka I. Oranmiyan ne revient jamais au Bénin. À sa place, Eweka I devient Oba du Bénin et fonde la nouvelle dynastie connue sous le nom de Dieu Roi. qui règne encore aujourd'hui.

### Oranmiyan à Oyo
Après avoir quitté le Bénin vers 1190, il s'est déplacé vers le nord avec son entourage toujours fidèle et s'est installé près de la rivière Moshi (un affluent du fleuve Niger ). Il y fonde une ville, Oyo-Ile, que ses descendants développent ensuite dans l'empire d'Oyo. Il s'engage dans la guerre avec les Bariba, ses voisins immédiats au nord, et épousa une princesse Nupe, qui devint la mère de Shango Akata Yẹri-Yẹri. Il a également épousé Moremi Ajasoro,.

## Festival d'Oranyan
Le tout premier festival des arts, de la culture et du tourisme d'Oranyan a été lancé en 2012 par son descendant et successeur régnant, Oba Lamidi Adeyemi III (en) d'Oyo, qui a ordonné que le festival soit ensuite célébré chaque année entre le 8e et le 15e jour du mois de Septembre à Oyo, Nigeria.